# Estádio do Zimpeto
Estádio do Zimpeto – wielofunkcyjny stadion w Maputo, stolicy Mozambiku. Został otwarty w 2011 roku, a jego budowa kosztowała 57 mln $. Obiekt może pomieścić 42 000 widzów. Stadion był główną areną Igrzysk Afrykańskich w 2011 roku.